# Wolfgang Gruner

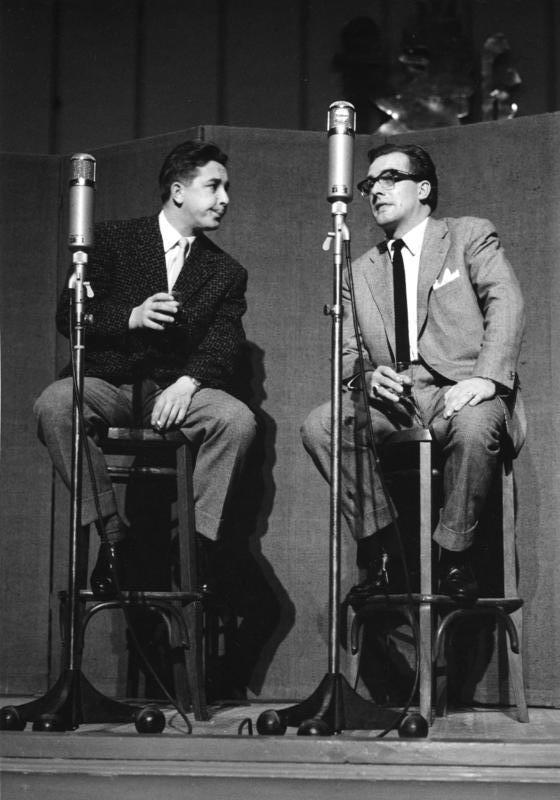
Wolfgang Gruner (links) und Achim Strietzel in Düsseldorf 1956

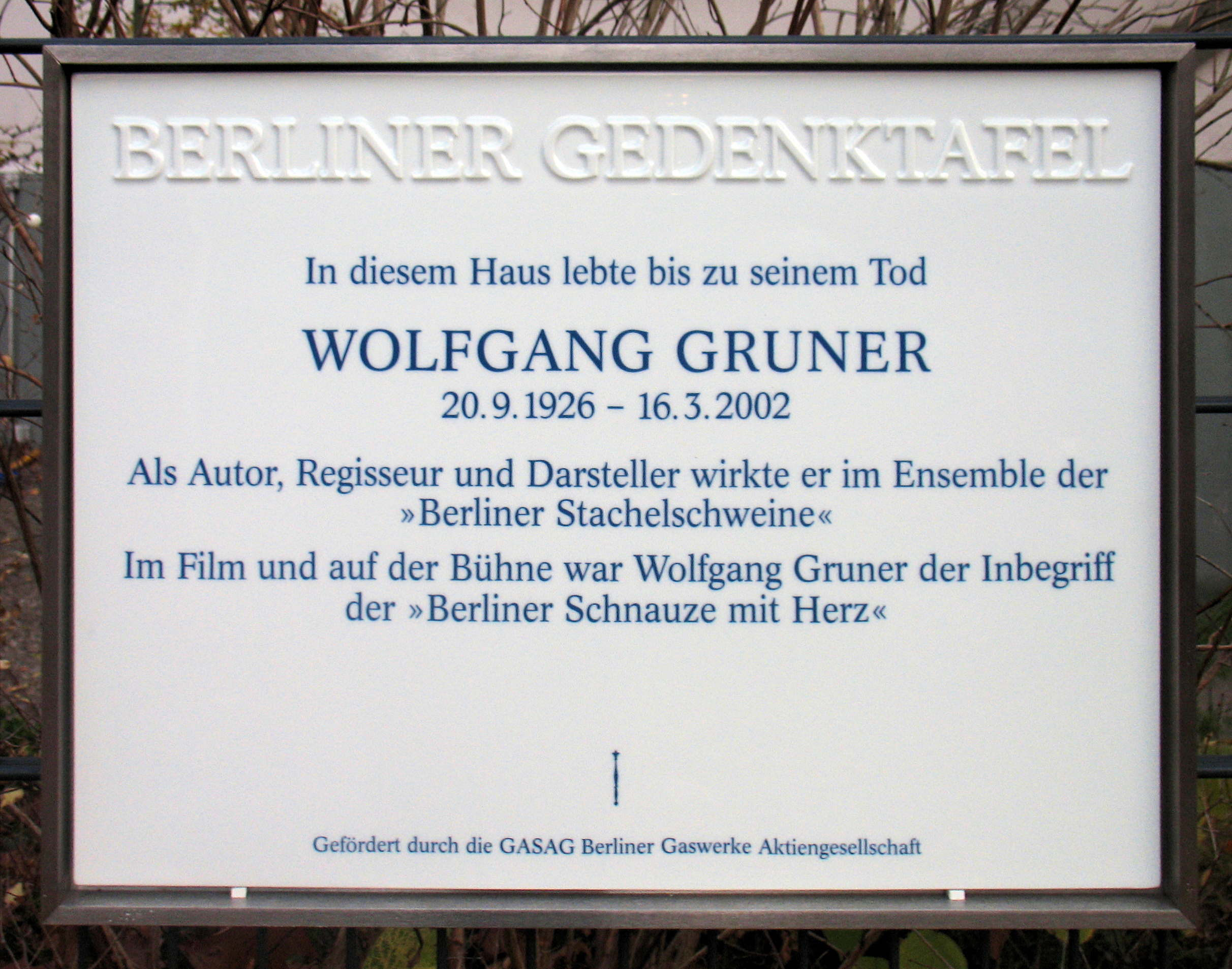
Berliner Gedenktafel am Haus Westendallee 57, in Berlin-Westend

Wolfgang Gruner (* 20. September 1926 in Rathenow; † 16. März 2002 in Berlin) war ein deutscher Kabarettist, Synchronsprecher, Schauspieler und Regisseur.

## Leben
Gruner wuchs in Rathenow auf und ging dort zur Mittelschule. Später hielt er stets Kontakt zu seiner Geburtsstadt, in der seine Mutter weiterhin lebte. Auch zu Klassentreffen reiste er nach dem Ende der DDR regelmäßig an. Bis 1944 war er aktiver Fußballer beim damaligen VfL Rathenow. Getauft und konfirmiert wurde er in  der dortigen St. Marien-Andreas-Kirche, der er sich zeitlebens verbunden fühlte. Zu deren Wiederaufbau in den 1990er und frühen 2000er Jahren trug er durch mehrere Geldspenden bei. Er beantragte am 22. Januar 1944 die Aufnahme in die NSDAP und wurde zum 20. April desselben Jahres aufgenommen (Mitgliedsnummer 10.167.462). Bevor er nach seiner Zeit bei der Hitlerjugend am 12. Mai 1944 zur Wehrmacht bei der Fallschirm-Panzer-Division 1 Hermann Göring eingezogen wurde, zu der er sich freiwillig gemeldet hatte, machte er eine Ausbildung beim Finanzamt in Rathenow. Im Krieg in Holland und Belgien eingesetzt, war er im Winter 1945 in Ostpreußen, Danzig, Pommern und zuletzt nahe Berlin im Einsatz. Er wurde mehrfach verwundet und entrann zweimal knapp dem Tode; in den letzten Kriegstagen wurde er kurzzeitig wegen angeblicher Fahnenflucht verhaftet, kam aber durch glückliche Umstände wieder frei.  

„Ja, das sind meine Erfahrungen, die ich – wie man so heroisch sagt – auf dem Feld der Ehre sammeln durfte. Ich kann nur noch einmal sagen – Frieden, Menschen haltet Frieden.“

Während der anschließenden sowjetischen Kriegsgefangenschaft kam er in Kontakt mit dem Theater. Als er 1950 nach Berlin kam, nahm er Schauspielunterricht in der Schule von Marlise Ludwig. Noch während der Ausbildung wurde er für zwei Stücke an die Tribüne am Knie engagiert. Im Frühjahr 1951 trat er zum ersten Mal als Kabarettist bei dem neu gegründeten Kabarett Die Fliegenpilze im Restaurant Burgkeller am Kurfürstendamm auf. Danach wurde er vom Kabarett Die Stachelschweine übernommen, das zu dieser Zeit ebenfalls dort auftrat. Hier avancierte Gruner zur bestimmenden Persönlichkeit, wurde zum Gesicht des Ensembles. Sein Grundsatz, dass das Kabarett die Demokratie erhalte, wurde für die Stachelschweine zum Programm. Über fünf Jahrzehnte blieb er mit seinem hintersinnigen Texten und seinem typischen, berlinerischen „Gebrabbel ohne Punkt und Komma“ diesem Ensemble verbunden.
Als Schauspieler sammelte er weitere Erfahrungen am deutsch-englischen Theaterclub British Centre, wo er den Schufterle in Die Räuber in der Inszenierung von Kurt Meisel spielte. Im Berliner Schloßparktheater spielte er in der Dreigroschenoper die Rolle des Moritatensängers in der Inszenierung von Boleslaw Barlog. Den Stachelschweinen blieb er als Kabarettist und Regisseur bis zu seinem Tode treu. Das Kabarett, das sich heute im Europacenter am Breitscheidplatz befindet, galt mit Gruner als große Touristenattraktion. Bekannt war er für seine selbst geschriebenen Soloauftritte in den Stachelschwein-Programmen, für die oft auch Michael Alex Textbeiträge lieferte. Nebenbei führte er in der nahe gelegenen Rankestraße das Berliner Restaurant „Die Kneipe“, ein Treffpunkt für viele Berliner Künstler.
Im Fernsehen trat er in der Rolle des „Telekehrers Otto Schruppke“ der Regionalsendung Berliner Abendschau beim SFB auf, in der er in den 1950er und 1960er Jahren regelmäßig Tagesereignisse im Stile des Eckensteher Nante kommentierte. Die von Rolf Ulrich gestaltete Reihe wurde 1968 eingestellt. Im SFB-Hörfunk kommentierte er das aktuelle Geschehen alle vierzehn Tage am Schluss der Sendereihe Rund um die Berolina in 41 Folgen als Taxifahrer Kalle Bräsicke (Autor: Michael Alex). Sein Bekanntheitsgrad wurde durch seine Auftritte in der ZDF-Fernsehshow Der große Preis mit Wim Thoelke enorm gesteigert. Dort trat er in über hundert Folgen regelmäßig als Berliner Taxifahrer Fritze Flink mit einer Kabarett-Nummer auf, welche für die Kandidaten eine Rätselfrage enthielt. Darüber hinaus war er in vielen Berliner Fernseh- und Kinofilmen zu sehen. Außerdem arbeitete Gruner umfangreich als Synchronsprecher und lieh seine markante Stimme beispielsweise Bud Abbott (Abbott & Costello in Hollywood), Lee van Cleef (Die Ratten von Chicago), Buddy Hackett (Eine total, total verrückte Welt), Paul McCartney (Yeah! Yeah! Yeah!, Hi-Hi-Hilfe!), Peter Sellers (Der Partyschreck) und Ugo Tognazzi (Luxusweibchen). Gruner ist ein Stern im Walk of Fame des Kabaretts gewidmet.

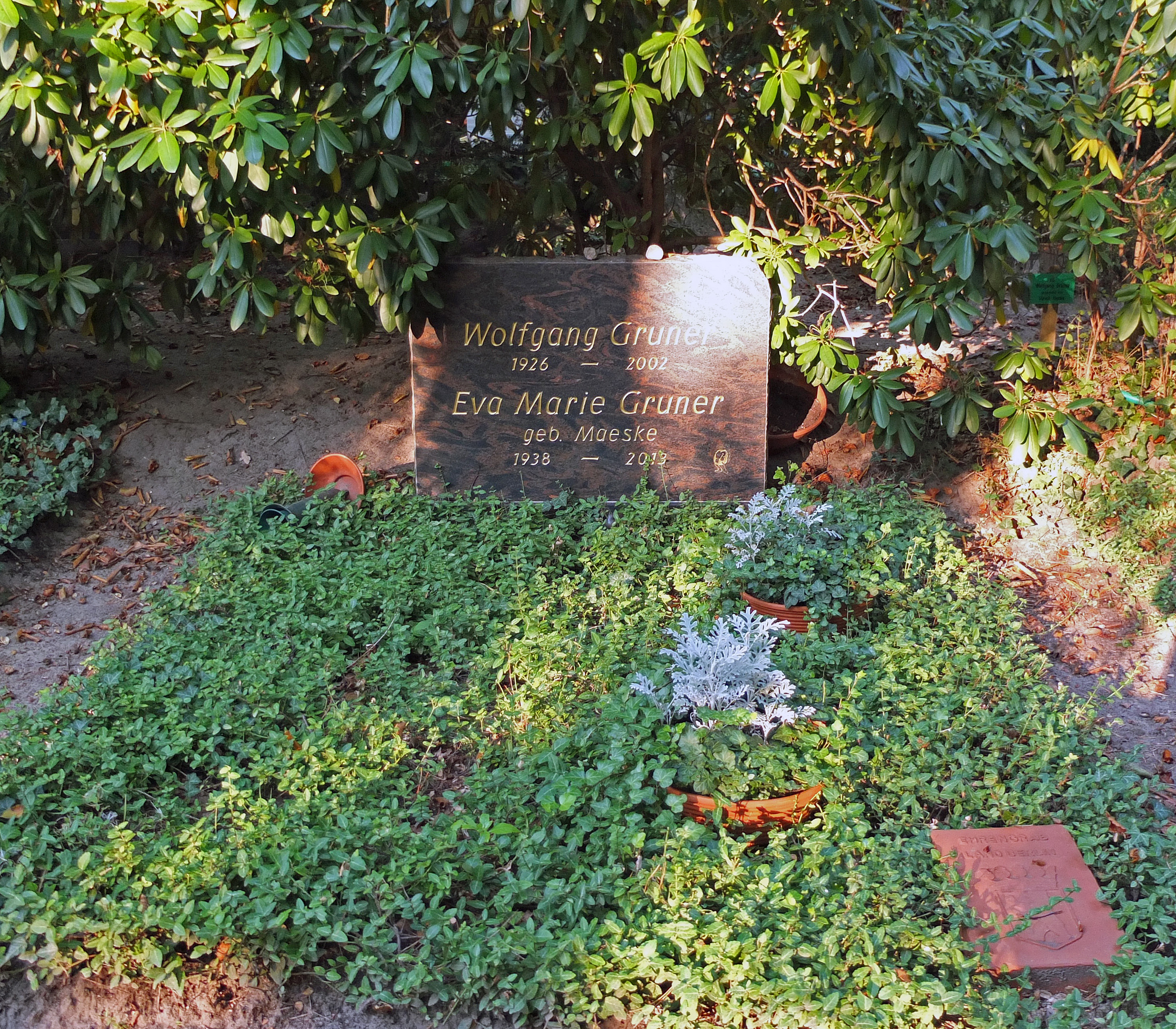
Ehrengrab von Wolfgang Gruner auf dem Friedhof Heerstraße in Berlin-Westend

Wolfgang Gruner erlag am 16. März 2002 im Alter von 75 Jahren in einem Berliner Krankenhaus einem Krebsleiden. An der Trauerfeier in der Kaiser-Wilhelm-Gedächtniskirche nahmen am 25. März 2002 rund 800 Personen teil, darunter Bundespräsident Johannes Rau und der Regierende Bürgermeister Berlins Klaus Wowereit. Die Beisetzung fand anschließend im engsten Familienkreis auf dem Friedhof Heerstraße in Berlin-Westend statt. Die Witwe Eva Marie geb. Maeske wurde im April 2013 an seiner Seite bestattet.
Auf Beschluss des Berliner Senats ist die letzte Ruhestätte von Wolfgang Gruner (Grablage: II-W10-88/89) seit 2010 als Ehrengrab des Landes Berlin gewidmet. Die Widmung gilt für die übliche Frist von zwanzig Jahren, kann anschließend aber verlängert werden.
Ihm zu Ehren wurde am 10. November 2011 eine Berliner Gedenktafel enthüllt an seinem Wohnhaus, Westendallee 57 in Berlin-Westend. Eine nach seinem Abbild geschaffene Wachsfigur war von 2013 bis 2014 im Panoptikum Mannheim zu sehen.

## Filmografie (Auswahl)
- 1953: Ach, du liebe Freiheit
- 1955: Sohn ohne Heimat
- 1955: Der Hauptmann und sein Held
- 1956: Johannisnacht
- 1956: Geliebte Corinna
- 1957: Viktor und Viktoria
- 1957: Die Zwillinge vom Zillertal
- 1958: Solang noch Untern Linden
- 1958: Meine 99 Bräute
- 1958: Unruhige Nacht
- 1959: Freddy, die Gitarre und das Meer
- 1960: Wir Kellerkinder
- 1961: Macky Pancake (Mehrteiler)
- 1963: Vertragen ungenügend
- 1963: Meine Frau Susanne: Die Sprechstundenhilfe (Fernsehserie)
- 1969: Hurra, die Schule brennt!
- 1971: Hurra, wir sind mal wieder Junggesellen!
- 1971: Glückspilze
- 1971: Sonne, Sylt und kesse Krabben
- 1973: Lokaltermin: Der Pechvogel (Fernsehserie)
- 1979: Ein Kapitel für sich (Mehrteiler)
- 1979: Rund um die Uhr (Fernsehserie)
- 1983: Marianne und Sophie
- 1984: Berliner Weiße mit Schuß (Serie)
- 1987: Großstadtrevier: Große Haie, Kleine Fische
- 1987–1990: Hals über Kopf (POM Hund)
- 1995: Matulla und Busch

## Hörspiele
- 1958: Dieter Meichsner: Auf der Strecke nach D. (Reporter) – Regie: Curt Goetz-Pflug (Hörspiel – SFB)

## Tonträger (Auswahl)
- 1961: Moritaten!!! – Allseits bekannte und trotzdem unglaubwürdige Begebenheiten musikalisch vorgetragen von Wolfgang Gruner mit Leierkasten – EP (Telefunken)
- 1968: Humor der Landschaften: Berlin, (mit Rolf Ulrich, Regie Kurt Vethake) – EP (Marcato)[10]
- 1970: Die 10.001. Nacht (dt. Parodie auf Je t’aime … moi non plus) / Der Nee-Walzer (mit Edeltraut Elsner) – Single (Trans-World-Records)
- 1971: In the Wintertime (dt. Parodie auf In the Summertime) / Haben Sie schon mal im Dunkeln gegeigt (mit Edeltraut Elsner) – Single (Trans-World-Records)
- 1971: Hier ist ein Mensch (Parodie auf Peter Alexander) / Zieh die Badehose aus (Parodie auf Cornelia Froboess) – Single (Trans-World-Records)
- 1971: Hurra, wir sind mal wieder Junggesellen! (mit Georg Thomalla) – Single (Cornet)
- 1973: Komm, wir machen heute eine Sause (mit Jo Herbst) / Am Bierhahn sitzt kein Scheich (mit Klaus Günter Neumann) – Single (Columbia)
- 1985: Also wissen Se, nee … Wolfgang Gruner alias Fritze Flink – MC (Kontra)
- 1987: Berlin, ick lieb dir janz / Der Filz is rund – Single (Studio 88)
- 1994: Durch die Blume gesungen – CD (Monopol Records)
- 2003: 2 x Neuss von gestern (mit Wolfgang Neuss) – 2 CDs (Bear Family Records)

## Auszeichnungen
- 1980: Verdienstkreuz am Bande der Bundesrepublik Deutschland
- 1997: Verdienstorden des Landes Berlin
- 2000: Verdienstkreuz 1. Klasse der Bundesrepublik Deutschland